# Sternidius
Sternidius es un género de escarabajos longicornios de la tribu Acanthocinini.

## Especies
- Sternidius alpha (Say, 1827)
- Sternidius batesi (Gahan, 1892)
- Sternidius centralis (LeConte, 1884)
- Sternidius chemsaki Lewis, 1977
- Sternidius crassulus LeConte, 1873
- Sternidius decorus (Fall, 1907)
- Sternidius fascicularis (Harris, 1837)
- Sternidius gracilipes (Linsley, 1942)
- Sternidius imitans (Knull, 1936)
- Sternidius incognitus Lewis, 1977
- Sternidius mimeticus (Casey, 1891)
- Sternidius misellus (LeConte, 1852)
- Sternidius naeviicornis (Bates, 1885)
- Sternidius nivosus (Linsley, 1942)
- Sternidius punctatus (Haldeman, 1847)
- Sternidius rosaliae (Linsley, 1942)
- Sternidius rossi (Linsley, 1942)
- Sternidius rusticus (LeConte, 1852)
- Sternidius subfascianus (White, 1855)
- Sternidius vicinus (Haldeman, 1847)
- Sternidius vittatus Dillon & Dillon, 1956
- Sternidius wiltii (Horn, 1880)